# 阿图罗·巴雷亚
阿图罗·巴雷亚·奥加松（西班牙語：Arturo Barea Ogazón，1897年9月20日—1957年12月24日）是20世纪西班牙作家、文学评论家和新闻工作者。西班牙内战后流亡至英国，直至去世。

## 生平

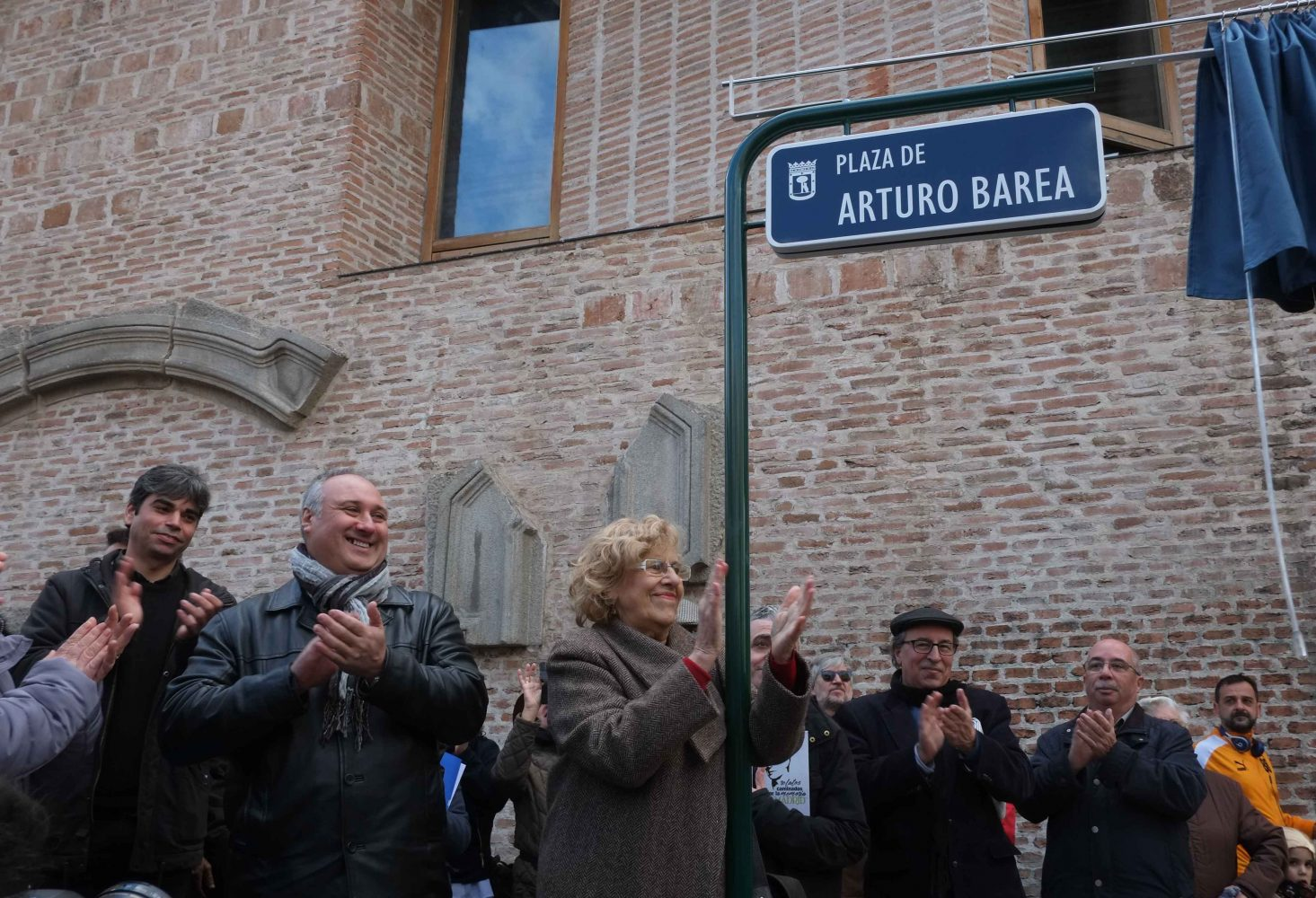
马德里一座以他名字命名的广场

出生在巴達霍斯的一个下层家庭。父亲是一位征兵官，40岁早逝。一家人生活在马德里拉瓦皮耶斯区，母亲在曼薩納雷斯河为士兵们洗脏衣服。他被舅舅收养，进入教会学校上学，曾在校刊《马德里人》上发表过文章。后来，舅舅过世，他来到一家珠宝店做学徒，后来成为里昂信贷银行马德里分行的一名职员。
后来，他通过义务征兵在休达和摩洛哥服役，参与了里夫戰爭，直到升至陆军工程师兵团的中士军衔。1924年结婚，生了四个孩子，但最终离婚。
随着西班牙第二共和国的成立，他加入了社会党的劳动者总联盟，并协助组织创建了一个文员工会。内战爆发后，他被任命为共和区负责外国记者的新闻审查官，这一职位为他提供了观察战争进展的有利视角。约翰·多斯·帕索斯在1938年《时尚先生》杂志发表的文章，以“废寝忘食”来形容巴雷亚的工作状态。在马德里保卫战期间，他加入了拉丁美洲广播频道，每晚讲述马德里在围困期的日常生活。他遇到了奥地利女记者伊尔莎，1938年结婚。
由于内战后期共和军面临的不利局面，他和妻子开始了流亡生涯。1939年3月抵达英格兰，后来开始在英国广播公司的國際电台西班牙语频道工作，也写下了不少作品。他在白馬谷附近度过了生命中的最后十年。

## 纪念
在西班牙的巴达霍斯、梅里達和诺韦斯有以他的名字命名的西班牙街道；马德里有一座以他的名字命名的广场。
他还是阿曼达·维尔的非小说作品《西班牙内战：真相、疯狂与死亡》中的主线人物。

## 文学评论
海明威的《丧钟为谁而鸣》被国际评论界公认是反映西班牙内战的杰作，但巴雷亚却认为他对西班牙充满了“误解”，只是“海明威的西班牙”。

## 作品

### 自传三部曲
他的著名作品是自传三部曲《一个叛逆者的锻炼》。首先出版的是英文，1951年在布宜诺斯艾利斯出版西文。1985年，作品被改编为电视剧连续剧，在西班牙播映。
第一部《锻炼》是巴雷亚以第一人称讲述了他在马德里度过的青少年时代，回忆了当时马德里下层百姓的生活。第二部《道路》叙述了在里夫战争中的经历。第三部《火焰》则结合个人经历，记录了西班牙内战马德里围城战的场面。
英文译本
- Barea, Arturo. . Fontana Paperbacks. 1984. ISBN 978-0-00-654090-8.
- Barea, Arturo. . Fontana Paperbacks. 1984. ISBN 978-0-00-654091-5.
- Barea, Arturo. . Fontana Paperbacks. 1984. ISBN 978-0-00-654092-2.

| 原文标题                    | 中文译名                   | 首版年份 | 体裁                           |
| --------------------------- | -------------------------- | -------- | ------------------------------ |
| Valor y Miedo               | 《勇气和恐惧》             | 1938年   | 短篇小说                       |
| El centro de la Pista       | 《跑道的中央》             | 1960年   | 短篇小说集                     |
| Lorca: El poeta y su pueblo | 《洛尔卡，诗人与他的民族》 | 1944年   | 对费德里戈·加西亚·洛尔卡的传记 |
| Unamuno                     | 《烏納穆諾》               | 1952年   | 对米蓋爾·德·烏納穆諾的传记     |
| La Raiz Rota                | 《断根》                   | 1955年   | 长篇小说                       |

## 扩展阅读
- Eaude, Michael. . Eastbourne: Sussex Academic Press. 2008  [2019-05-24]. ISBN 978-1-84519-288-4. （原始内容存档于2021-04-26）.
- McAvoy, Eva Nieto. . Wasafiri. 2011-12, 26 (4): 8–10. doi:10.1080/02690055.2011.607622.